# Dunedin
För andra betydelser, se Dunedin (olika betydelser).
Dunedin (maori: Ōtepoti) är en stad på Sydön i Nya Zeeland med drygt 100 000 invånare. Den är belägen vid havsviken Otago Harbour, vid foten av Otagohalvön.

## Historia
Staden grundades av presbyterianska skottar 1848. Dess namn kommer från det skotska gaeliska namnet på Edinburgh. Många av de första nybyggarna kom just från Edinburgh och man byggde upp sin nya stad så likt den man kunde. I början av 1860-talet upptäcktes guld i det inre av Otago, vilket gav ett stort uppsving för staden och under en tid var Dunedin landets kommersiella huvudstad. När man på 1880-talet kom på frystekniken gav ju det ett uppsving för landets ekonomi och 1882 seglade det första fartyget med fryst kött från Nya Zeeland till Storbritannien. Det avgick från Port Chalmers, utanför Dunedin.

### Befolkningsutveckling
| Befolkningsutvecklingen i Dunedin 1951–2018 | Befolkningsutvecklingen i Dunedin 1951–2018 | Befolkningsutvecklingen i Dunedin 1951–2018 | Befolkningsutvecklingen i Dunedin 1951–2018 | Befolkningsutvecklingen i Dunedin 1951–2018 |
| ------------------------------------------- | ------------------------------------------- | ------------------------------------------- | ------------------------------------------- | ------------------------------------------- |
|                                             |                                             |                                             |                                             |                                             |
| År                                          |                                             |                                             | Folkmängd                                   |                                             |
| 1951                                        | 1951                                        |                                             | 95 457                                      |                                             |
| 1956                                        | 1956                                        |                                             | 99 370                                      |                                             |
| 1961                                        | 1961                                        |                                             | 105 003                                     |                                             |
| 1966                                        | 1966                                        |                                             | 108 734                                     |                                             |
| 1971                                        | 1971                                        |                                             | 111 059                                     |                                             |
| 1976                                        | 1976                                        |                                             | 113 222                                     |                                             |
| 1981                                        | 1981                                        |                                             | 107 445                                     |                                             |
| 1986                                        | 1986                                        |                                             | 106 864                                     |                                             |
| 1991                                        | 1991                                        |                                             | 107 523                                     |                                             |
| 1996                                        | 1996                                        |                                             | 110 790                                     |                                             |
| 2001                                        | 2001                                        |                                             | 107 088                                     |                                             |
| 2006                                        | 2006                                        |                                             | 95 502                                      |                                             |
| 2013                                        | 2013                                        |                                             | 95 901                                      |                                             |
| 2018                                        | 2018                                        |                                             | 99 885                                      |                                             |
|                                             |                                             |                                             |                                             |                                             |

## I centrum

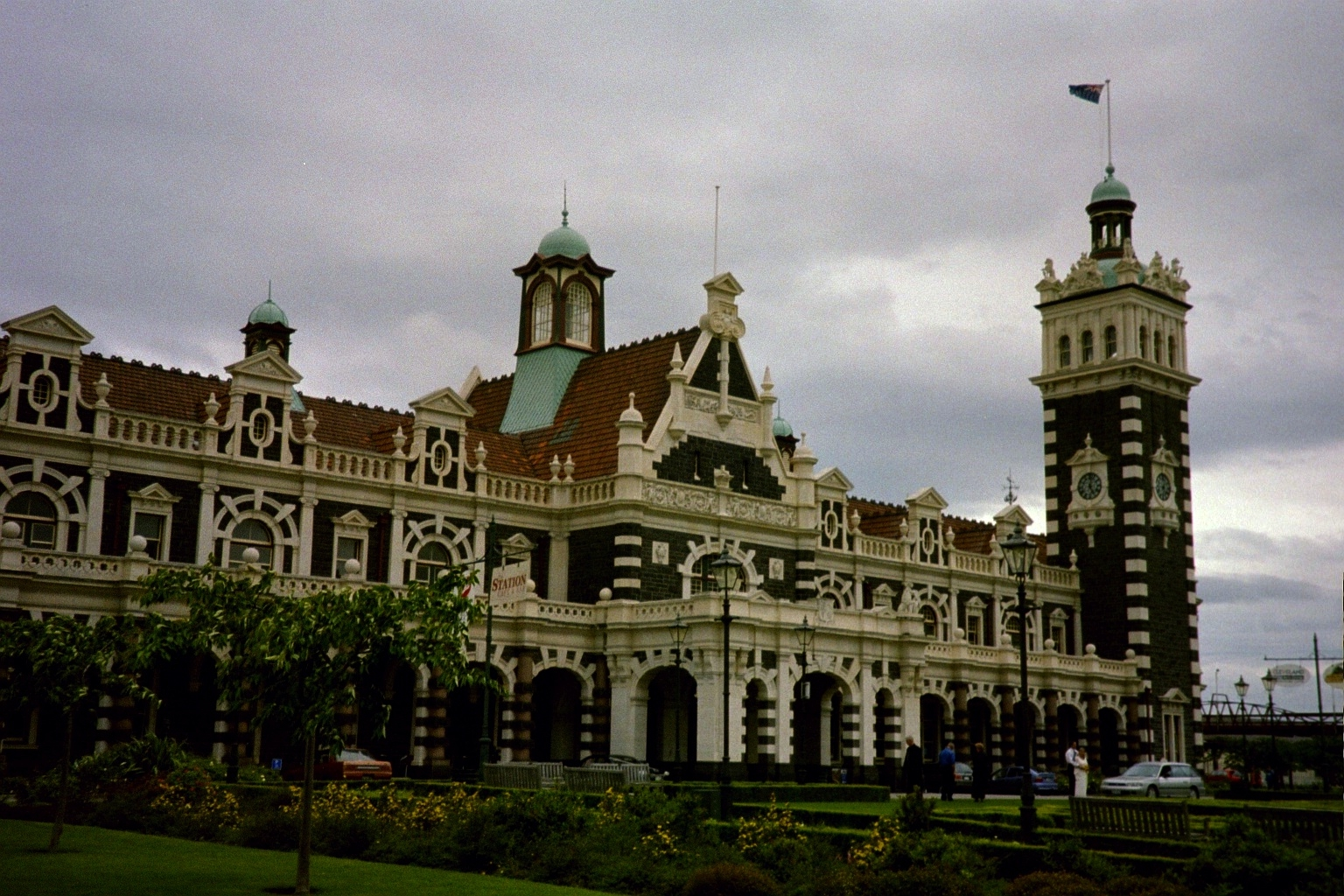
Järnvägsstationen.

Dunedins centrum är beläget runt den åttakantiga platsen, the Octagon. Vid the Octagon finns en stor staty av den skotske poeten Robert Burns. Här ligger den anglikanska katedralen St Paul's, landets enda kyrka med välvt stentak. Vidare finns här kommunfullmäktiges byggnader, Municipal Chambers, uppförda 1880 under guldrush-eran krönt av ett 47 m högt torn. I byggnaden finns också stadens besökscentrum.
Ett kvarter från the Octagon finns huvudkyrkan för presbyterianerna, First Church. Den invigdes 1873 och ritades av arkitekten Robert Lawson. Det är en smäcker gotisk byggnad med ett 56 meter högt torn.
I centrum finns också ett stort museum, Early Settlers Museum, vilket vill ge en inblick i de förhållanden under vilka de tidiga nybyggarna levde. I närheten ligger stadens järnvägsstation, byggd 1906, i fransk renässansstil. Den ritades av järnvägens arkitekt George Troup, vilken p.g.a. byggnadens detaljrikedom fick smeknamnet "Pepparkaks-George". I stationens övervåning finns stora utställningar om landets idrottsmän, New Zealand Sports Hall of Fame.

## Utanför centrum

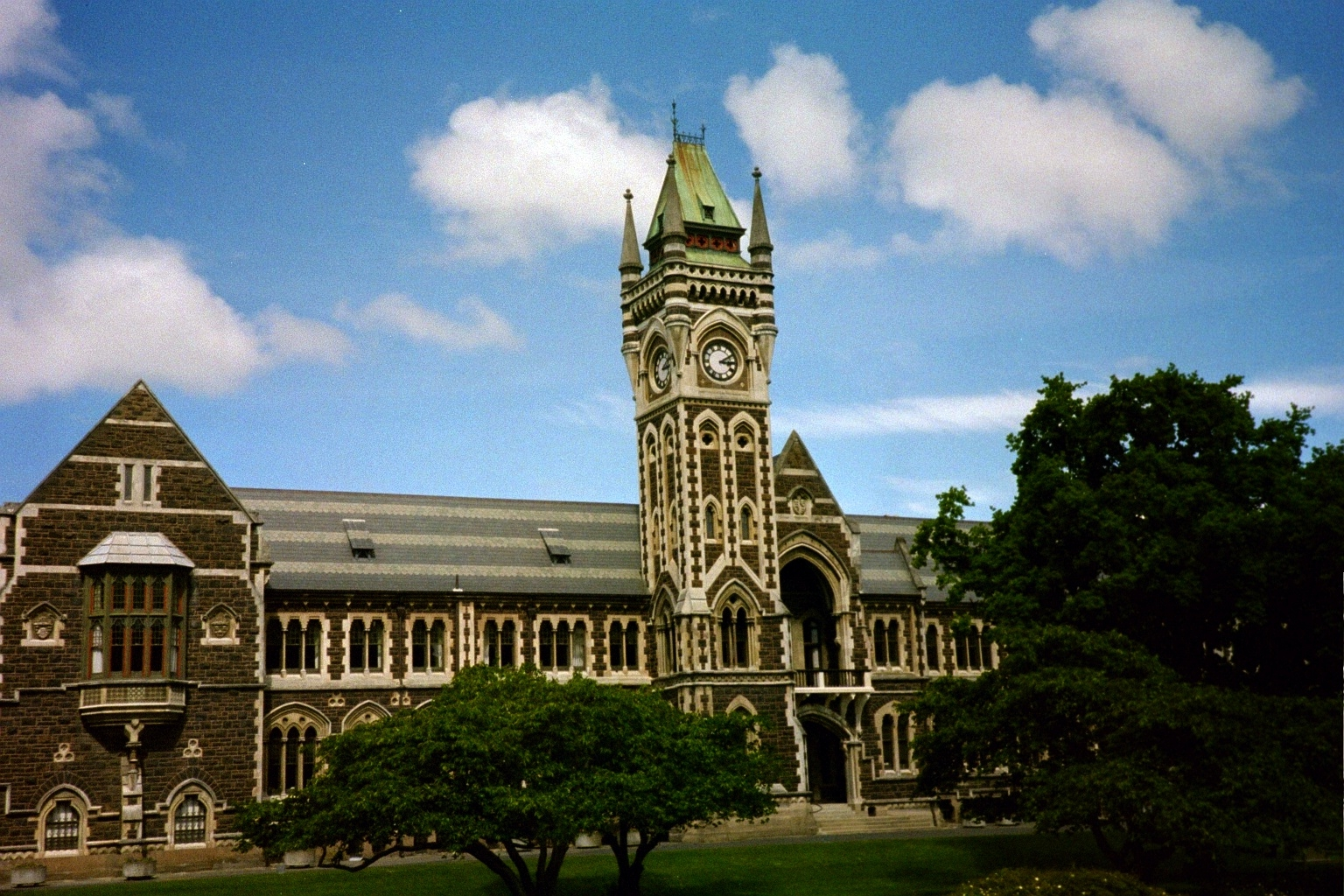
Universitetets huvudbyggnad.

Landets första botaniska trädgård anlades här 1868, numer framför allt känd för sin stora samling rhododendron, mer än 3 000 arter.
Ytterligare en "landets första", University of Otago grundades 1869 och var alltså först i landet.
Det stora privathuset Olveston House (35 rum i jakobitisk stil) byggdes 1906 för familjen Theomin, skänktes senare till staden, och finns kvar med sin ursprungliga inredning.

## Övrigt

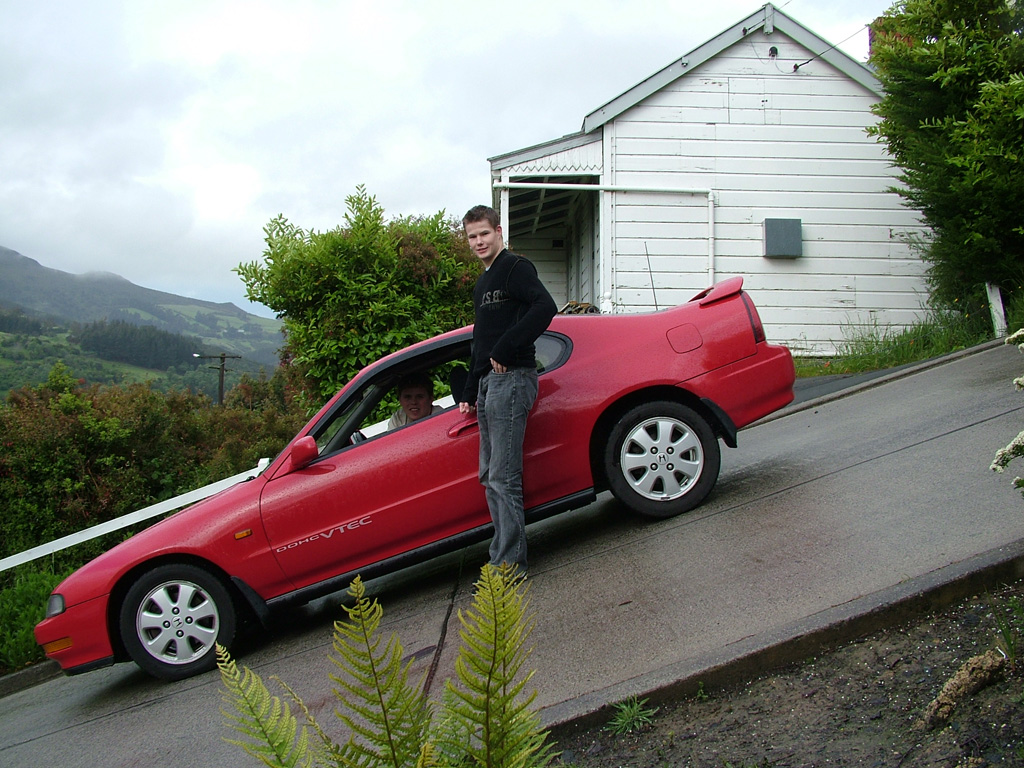
Parkering på Baldwin Street.

- Den lilla gatan Baldwin Street, i förorten North East Valley 3,5 km från Dunedins centrum, är världens näst brantaste efter Fford Pen Llech i Harlech i Wales enligt Guinness rekordbok.
- Mellan 1881 och 1957 hade Dunedin en väl utbyggd kabelspårväg. Den invigdes som den andra i världen efter San Franciscos, och när man lade ner driften 1957 fanns bara San Franciscos kvar, vilken fortfarande är igång.
- Denna stad ligger längst från Sverige av alla städer i världen, 17 700 km fågelvägen från Stockholm och 18 100 km från Göteborg.
- Staden var en av värdarna vid Världsmästerskapet i fotboll för damer 2023.

## Bildspel
- 1=Start

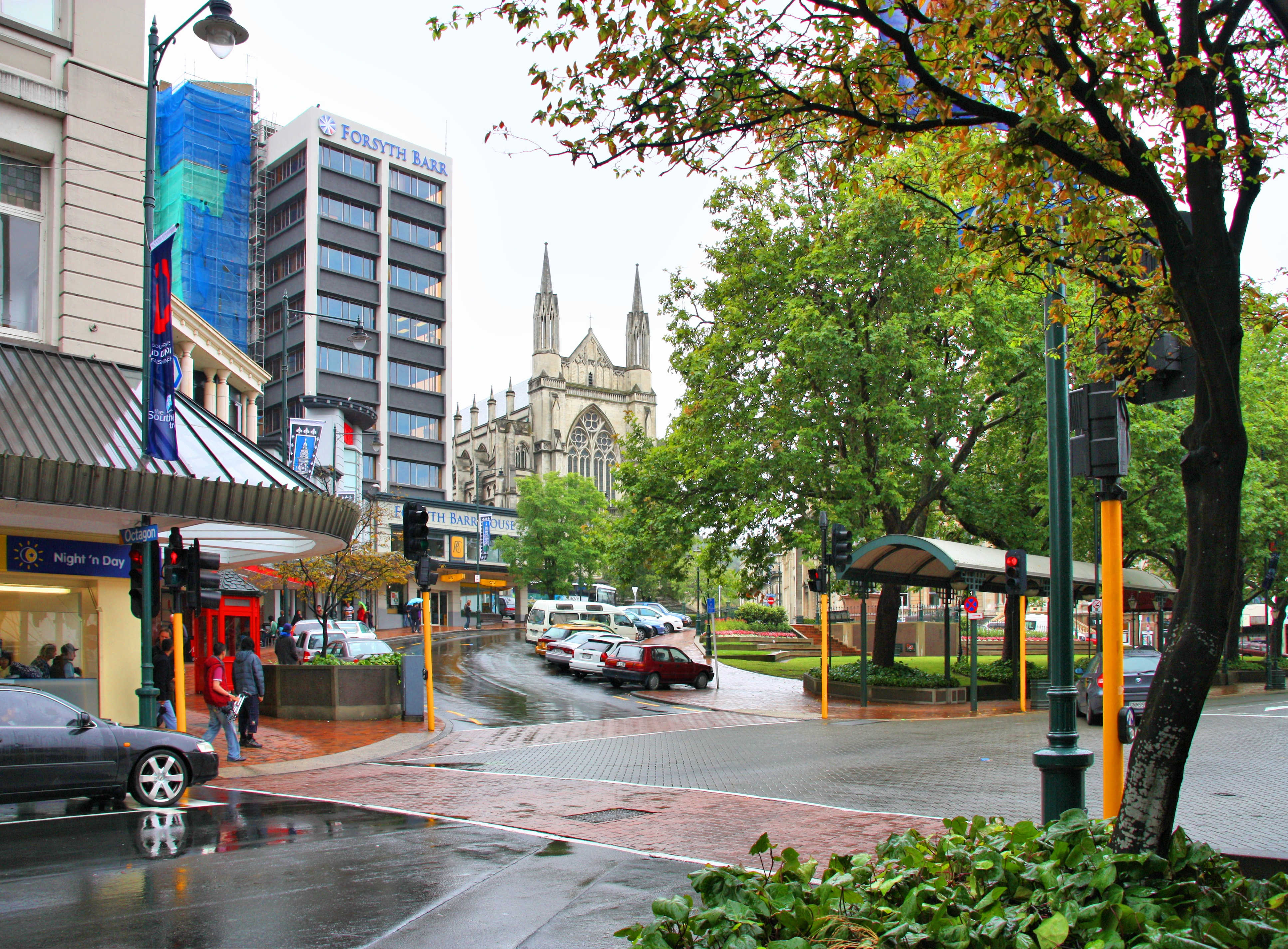
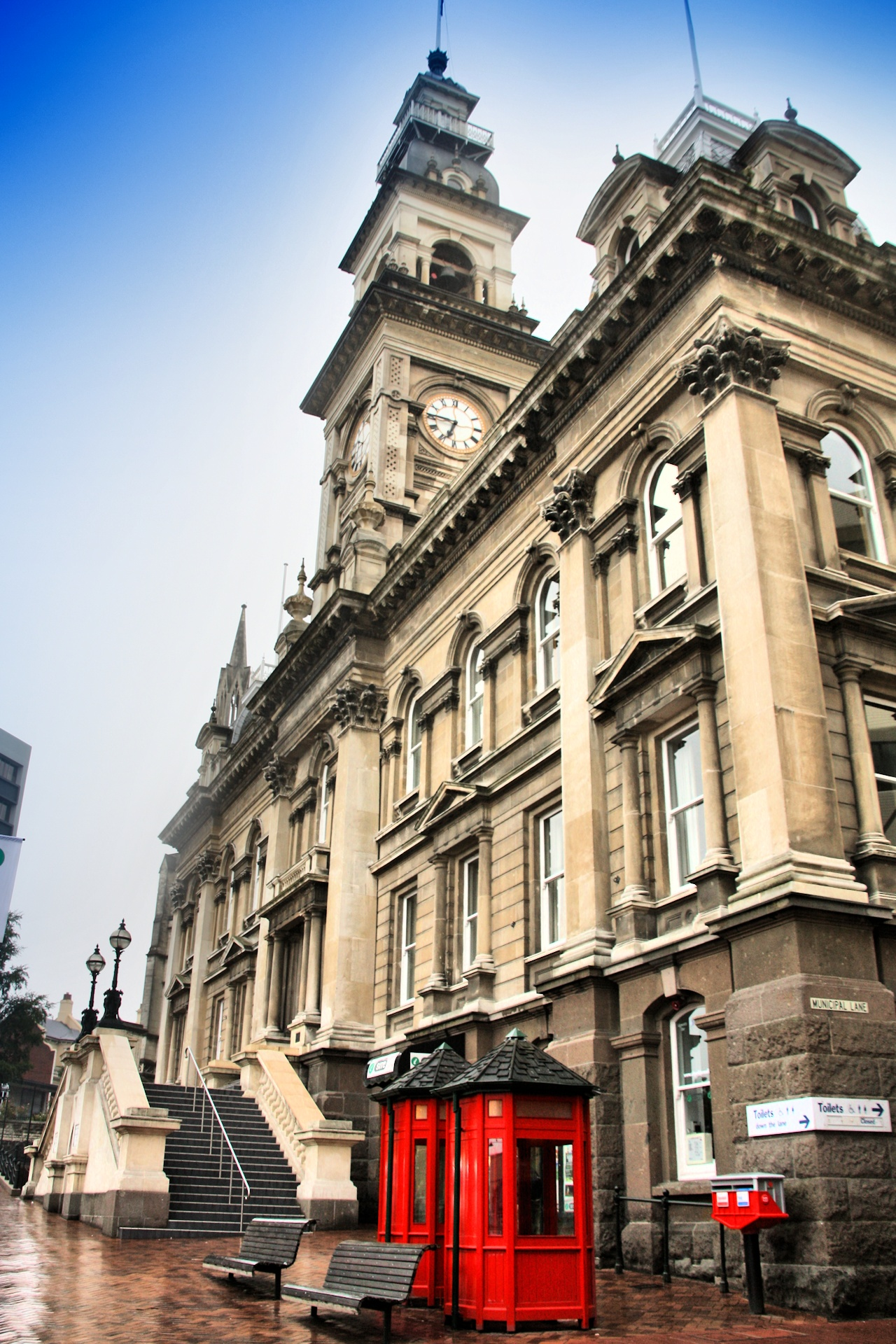
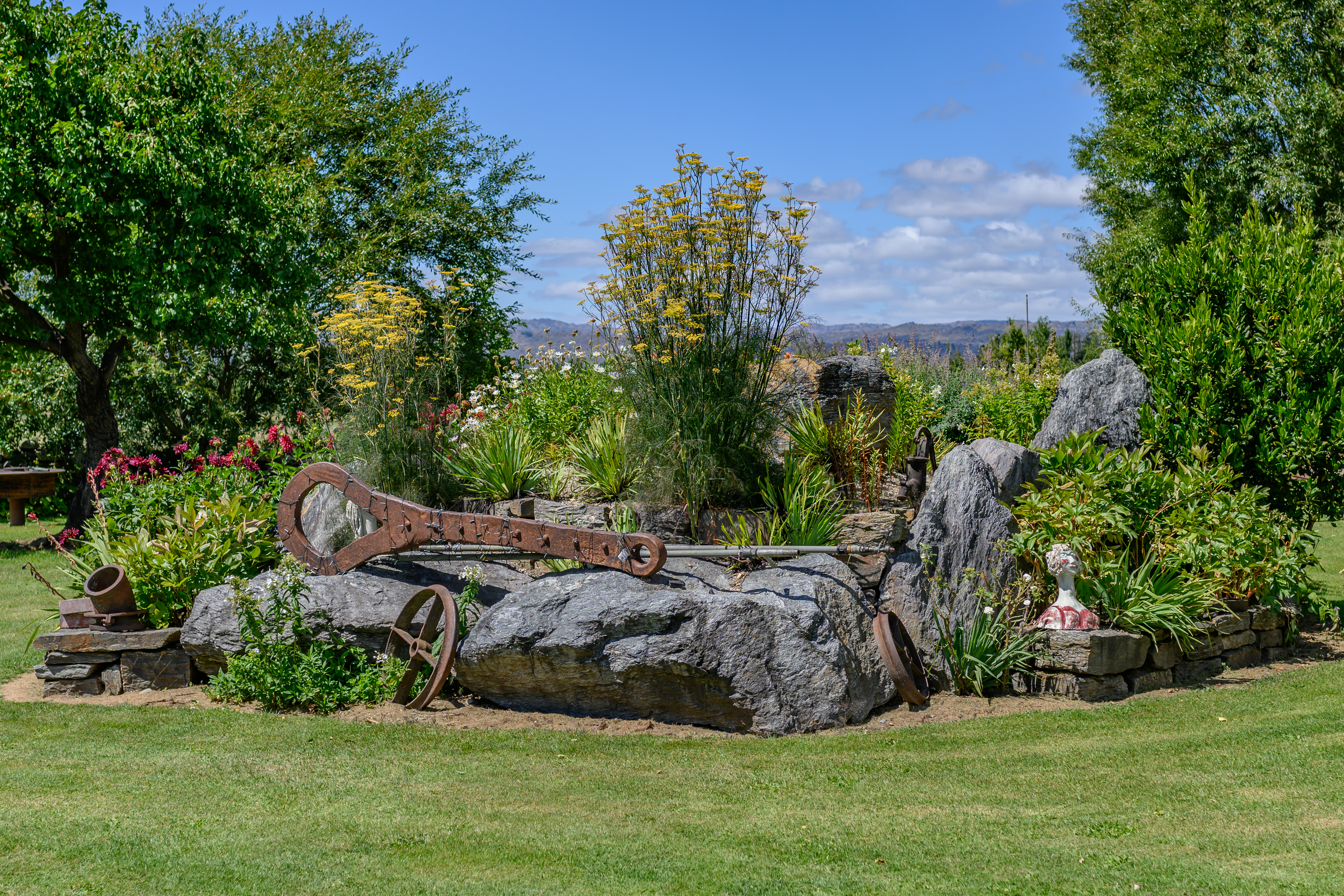
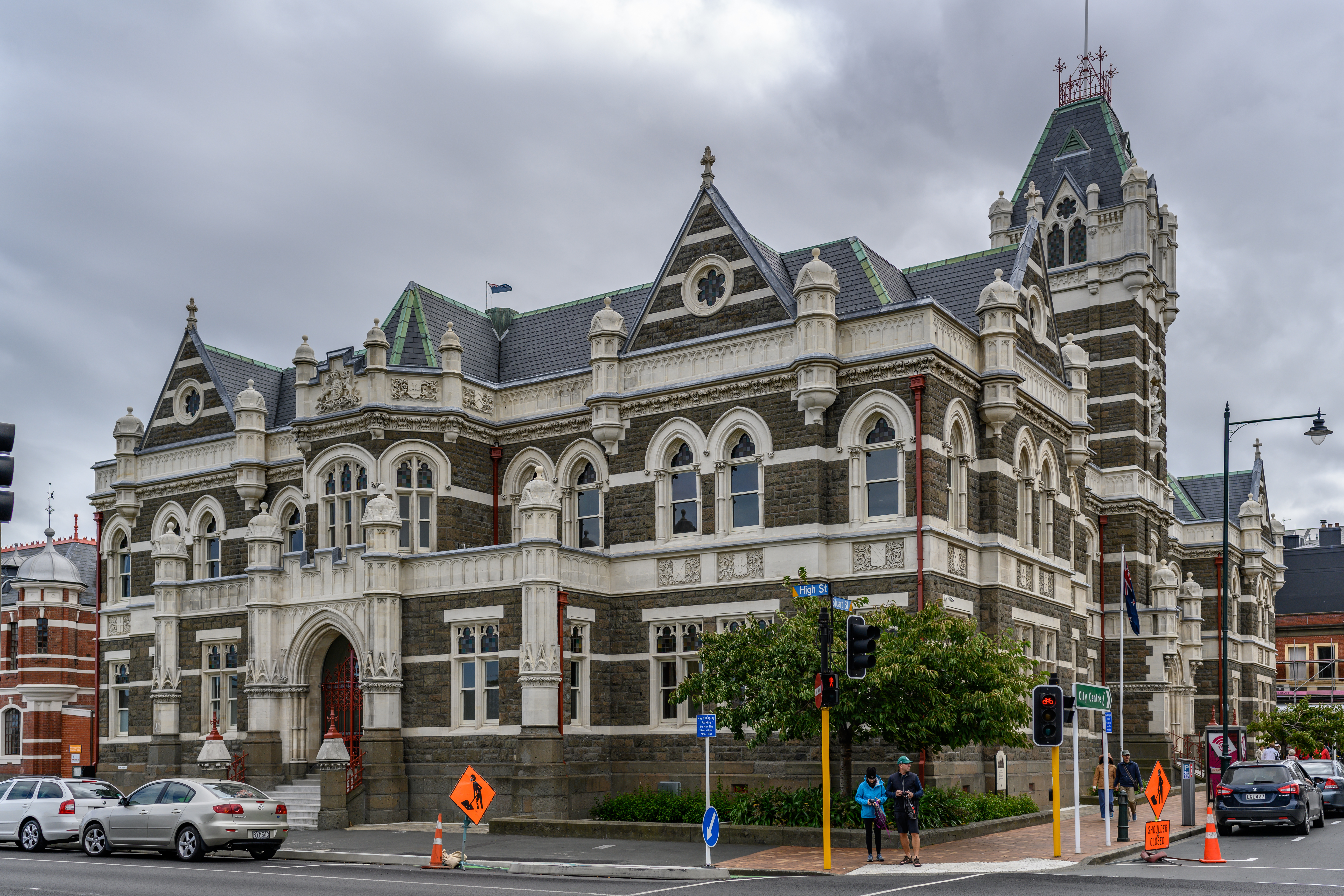
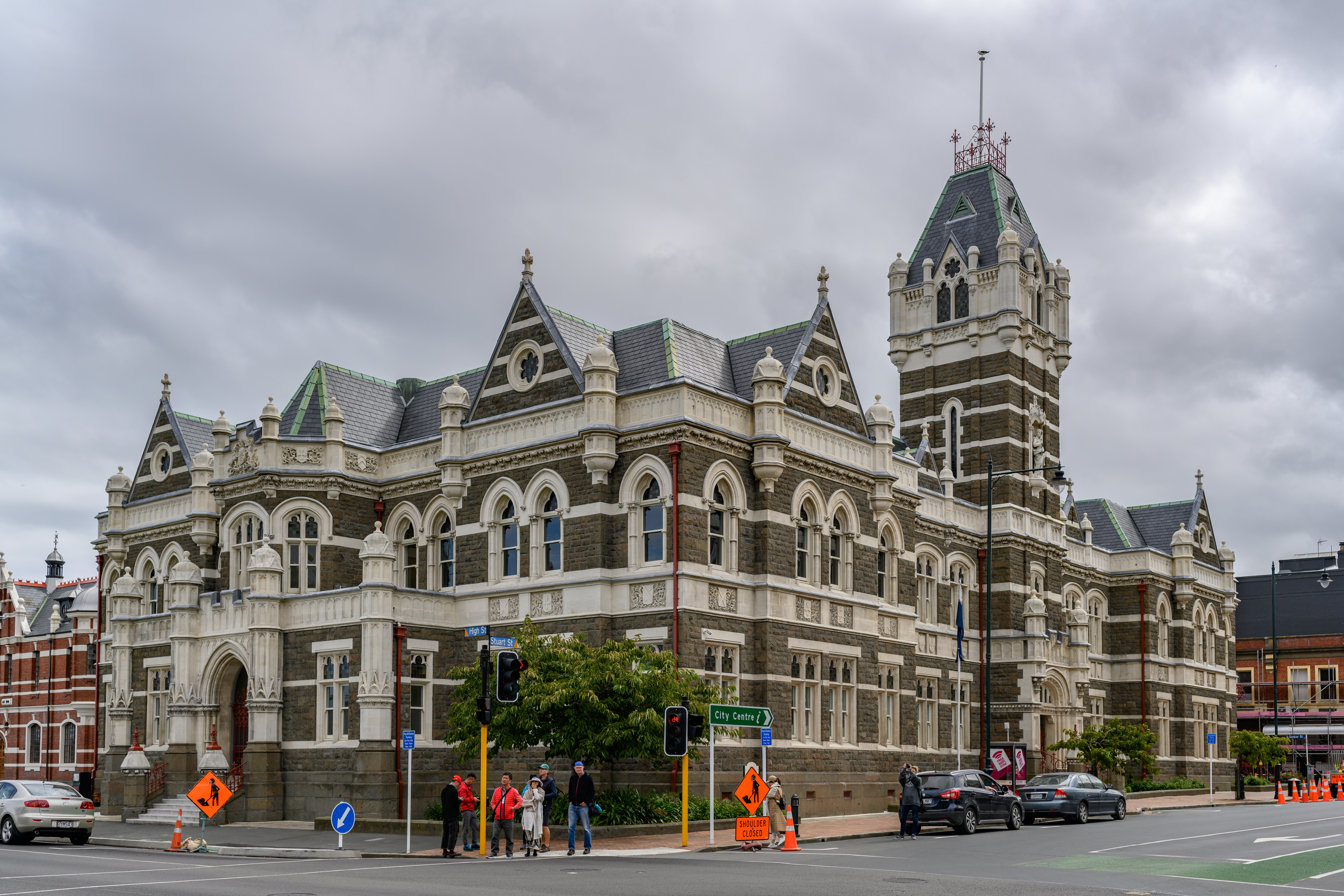
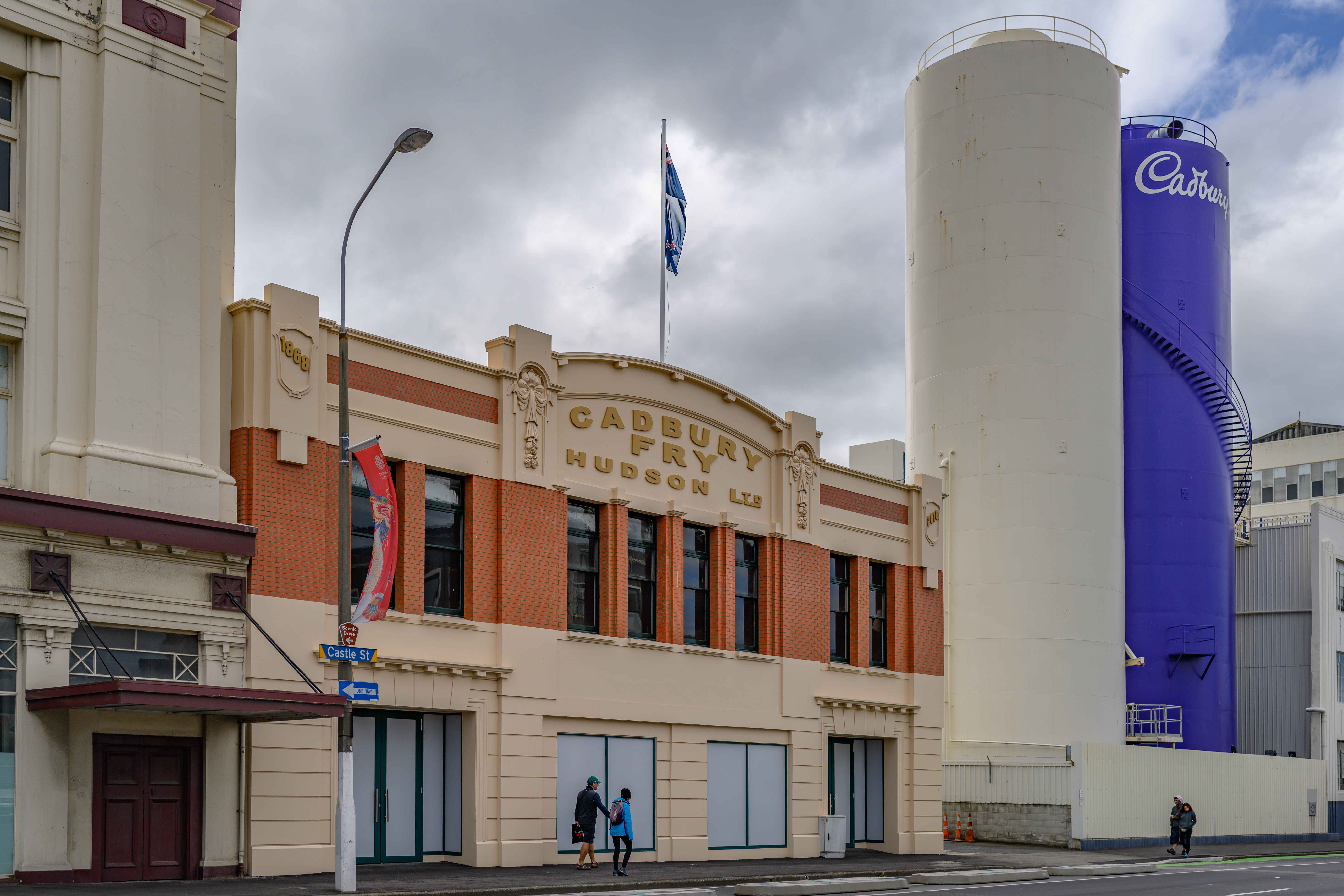
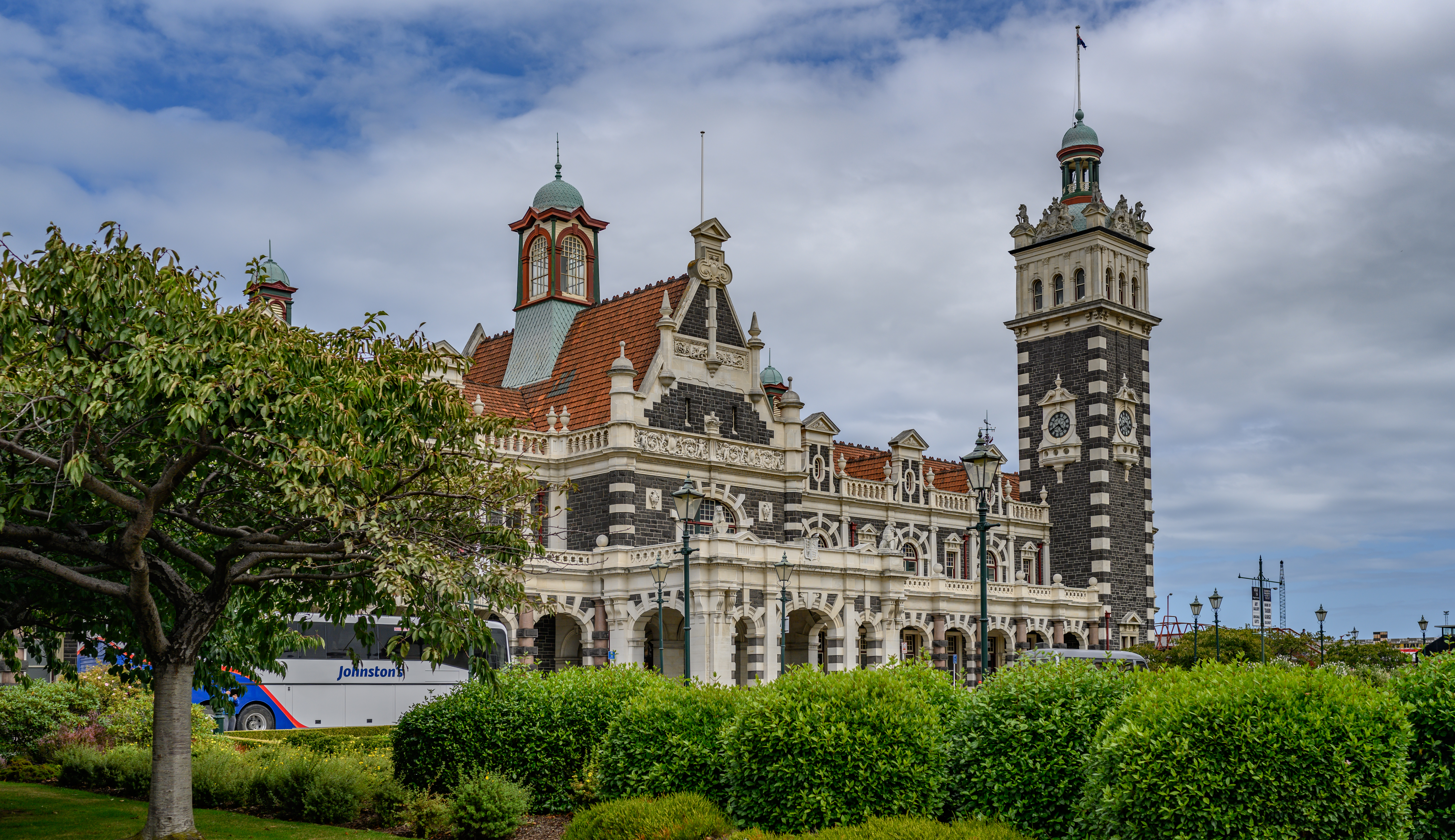
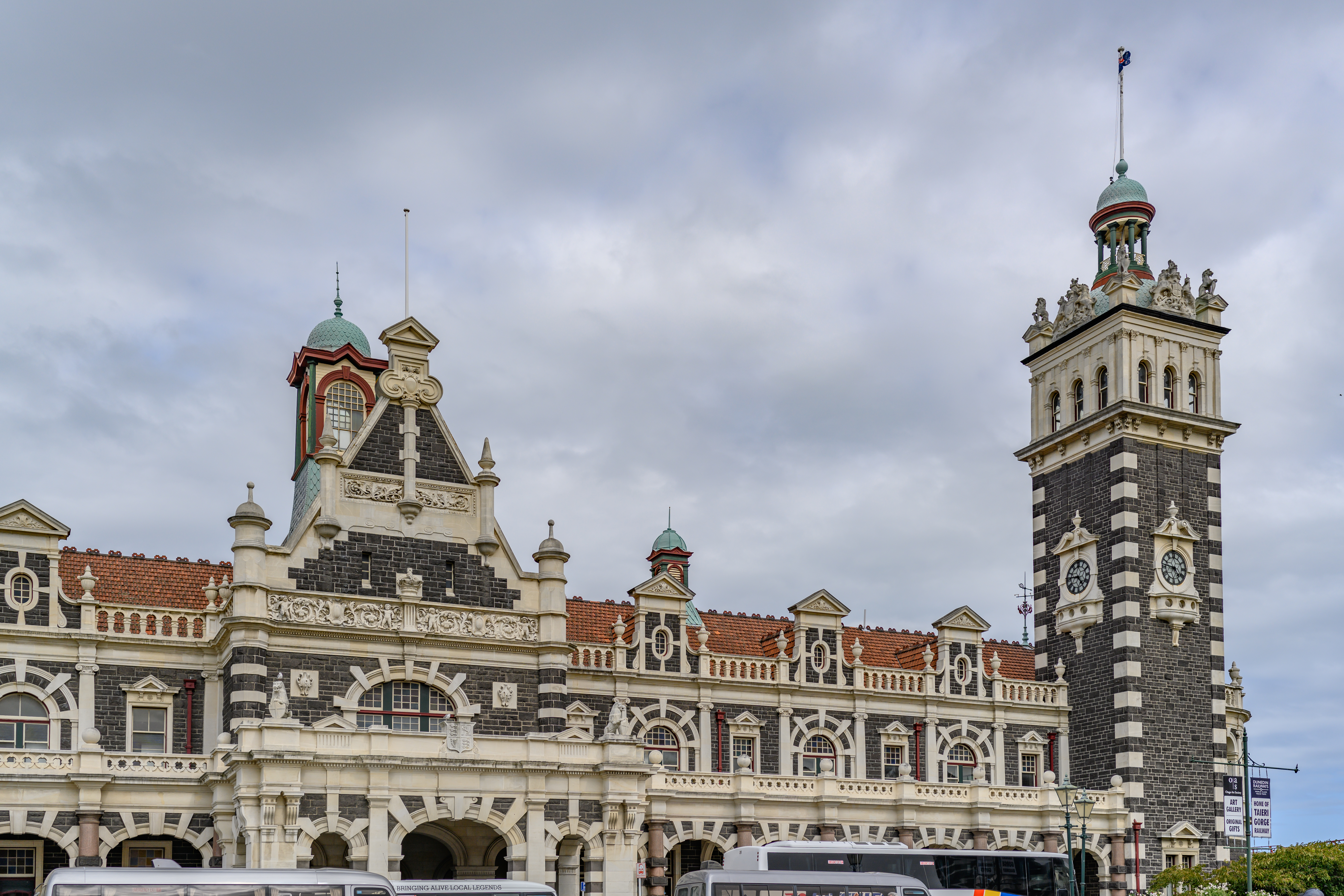
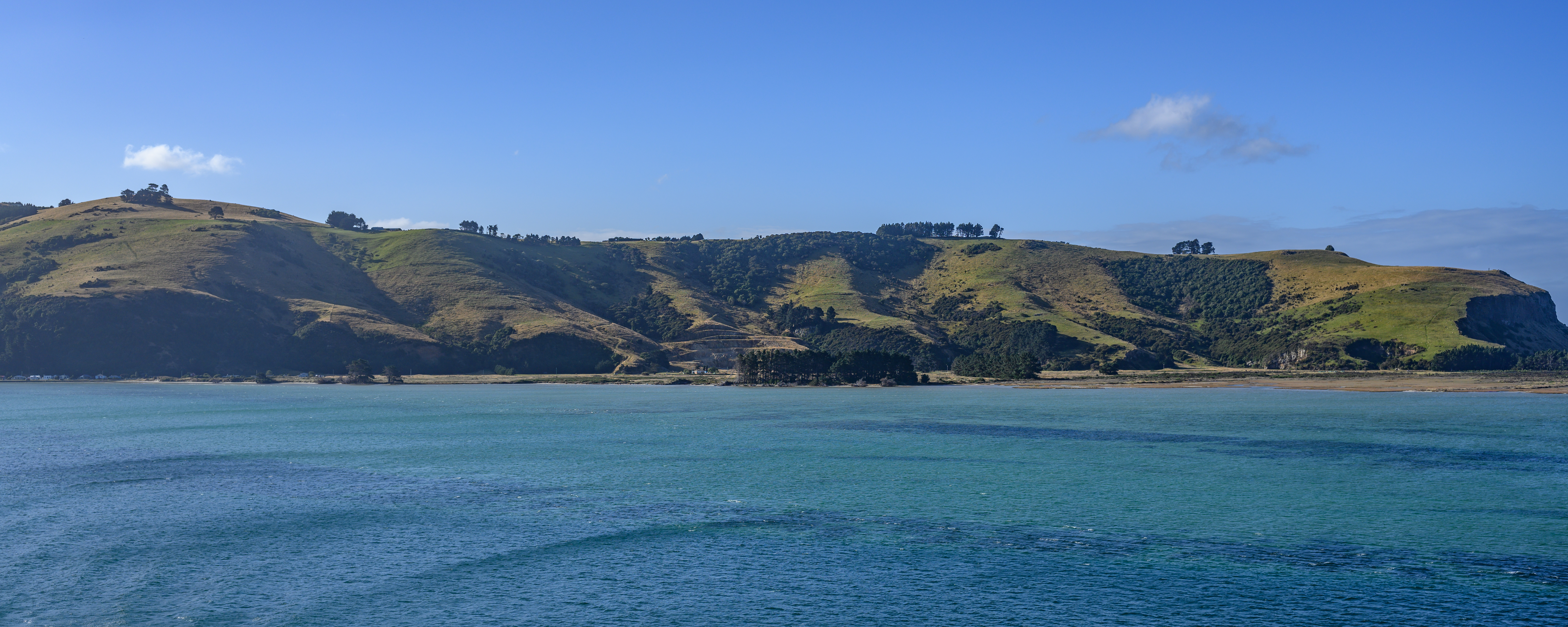
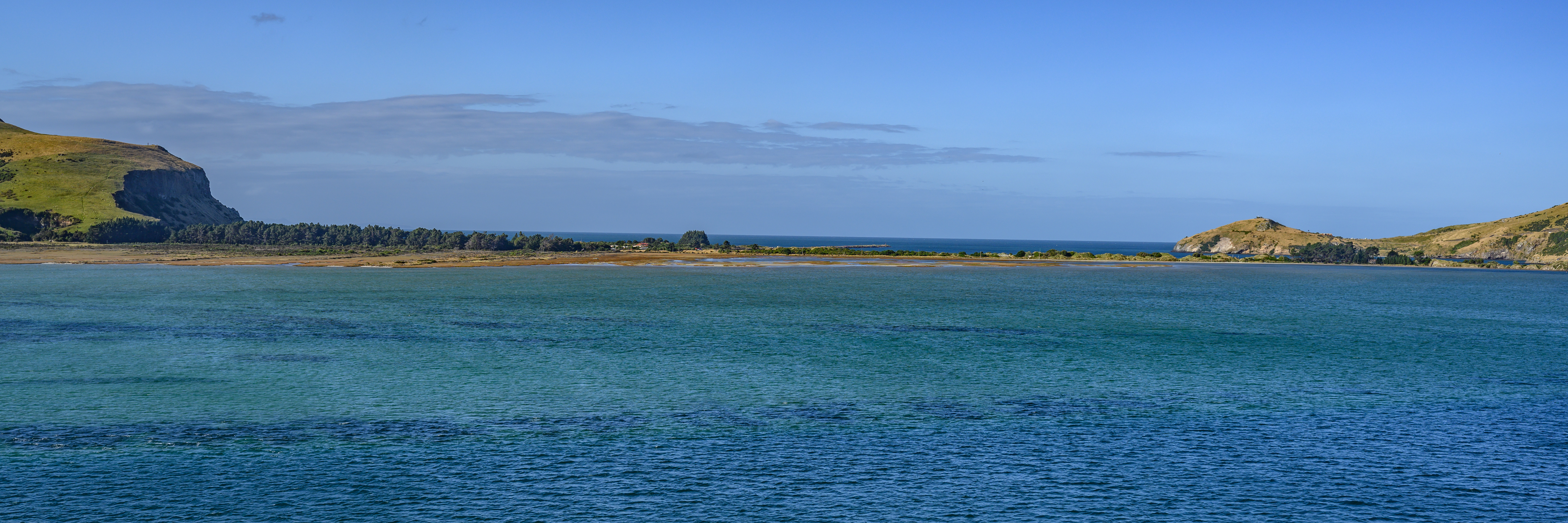
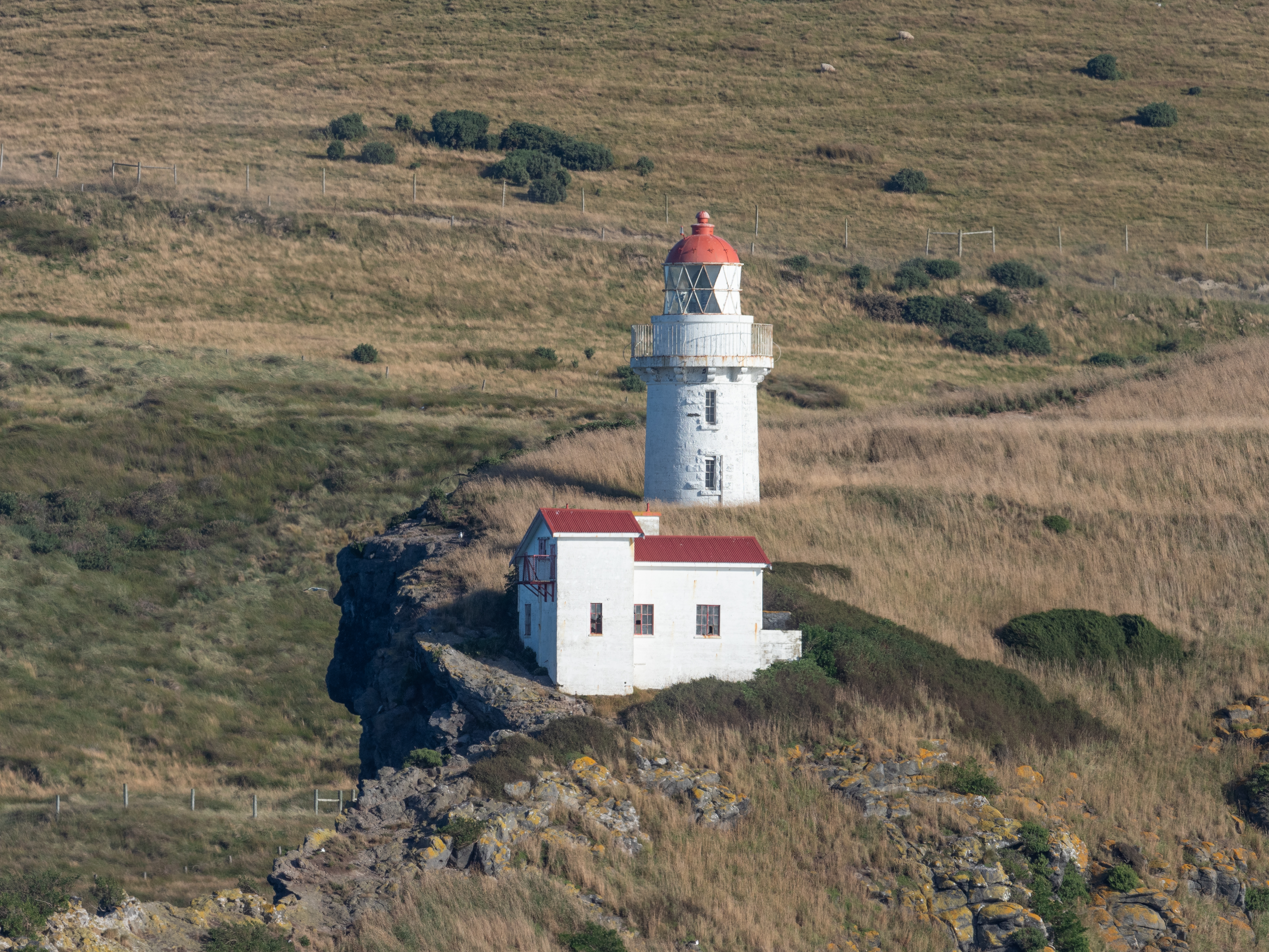
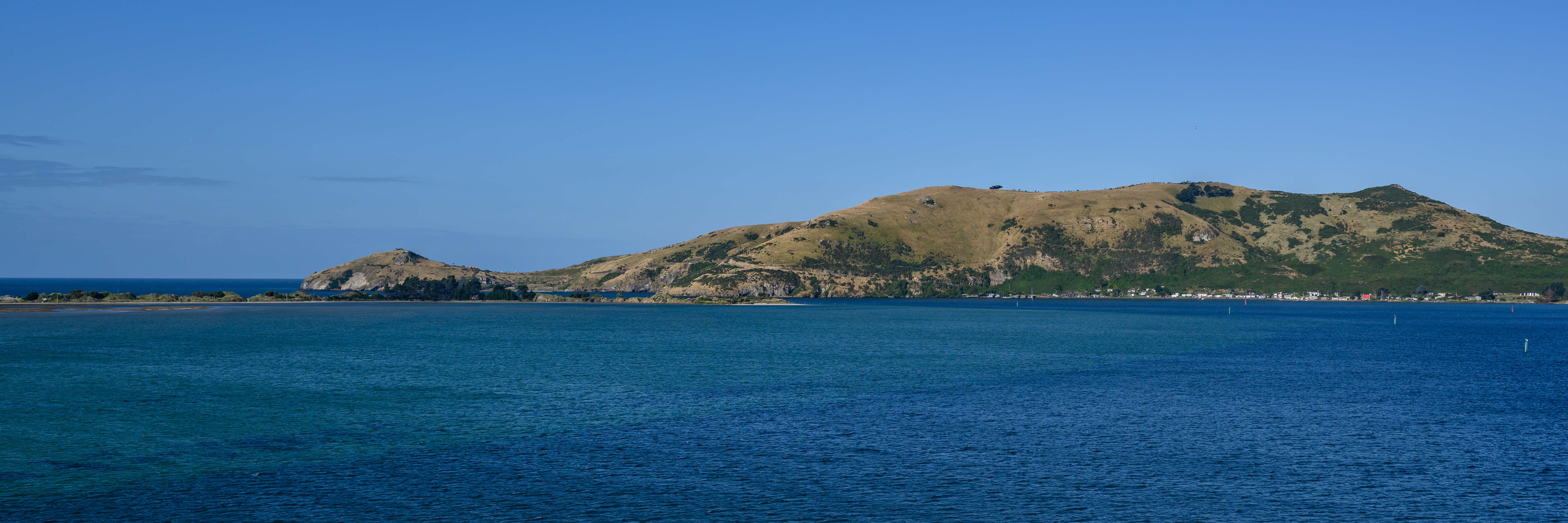
12
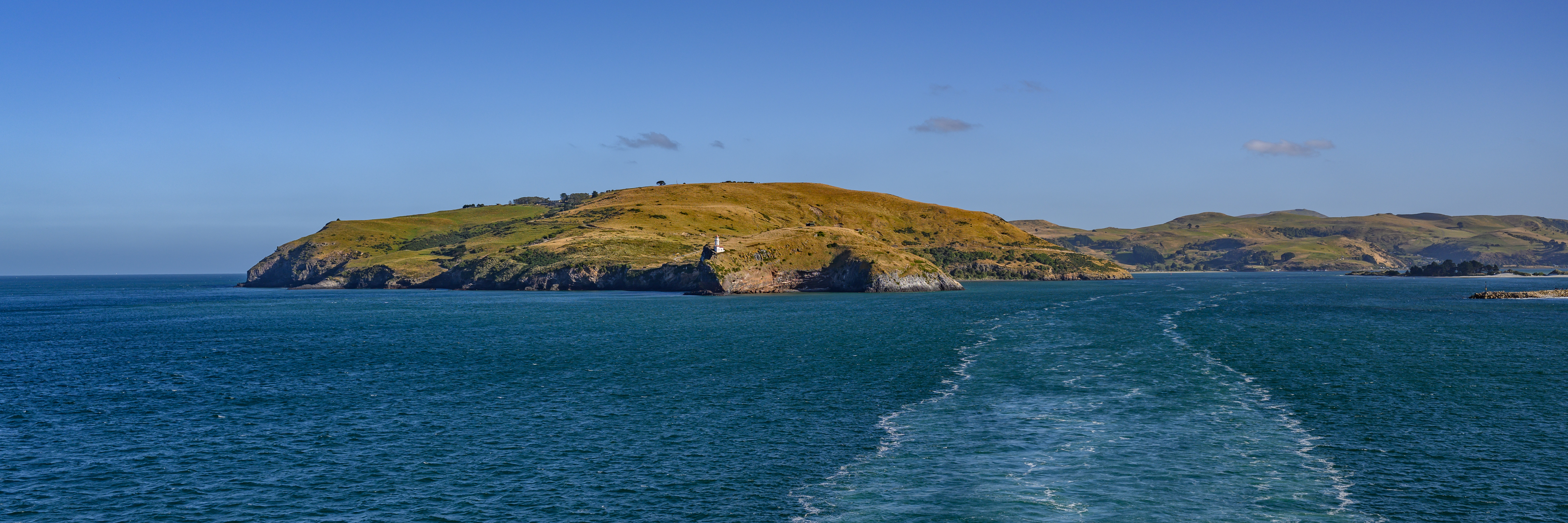

- 13=End